# Billy McKinlay
William Alexander McKinlay (Glasgow, 1969. április 22. –) skót válogatott labdarúgó, edző. Pályafutása során skót és angol klubokban fordult meg.
A Skót labdarúgó-válogatott tagjaként részt vett az 1996-os labdarúgó-Európa-bajnokságon és az 1998-as labdarúgó-világbajnokságon.

## Sikerei, díjai
- Dundee United
  - Skót kupa: 1993–1994